# Кръгла маса
Кръгла маса е исторически, културен и политически термин за обозначаване на съвещания и преговори между равноправни. Така терминът „кръгла маса“ се използва и преносно, за мирен начин за достигане на прието от всички компромисно решение.
Тъй като използваната маса е кръгла, то тя няма „главно“ и „странични“ места, поради което никой от седящите край нея няма привилегирована позиция и всички се считат за равнопоставени. Идеята произлиза от легендата за крал Артур с рицарите на Кръглата маса в Камелот.
Днес кръгли маси се използват в двустранни и многостранни преговори и конференции. Сред най-известните съвременни примери е Кръглата маса в Полша между комунистическото правителство и опозиционния профсъюз „Солидарност“ в Полша през 1989 г.

## В България
Непосредствено след падането на комунистическите режими в началото на 1990 г., в България е организирана „кръгла маса“, по подобие на други страни от вече бившия Източен блок. Тя се провежда от 3 януари до 14 май 1990 и на нея управляващите и опозицията се договарят как да бъде осъществен преходът към демокрация и пазарна икономика.